# En dag vid tusen åskors ljud
En dag vid tusen åskors ljud är en sång som först publicerades på svenska i Stridsropet nr. 46, lördagen 13 november 1886. Text och musik är gjord av pseudonymen Hill (T. H. S) och översatt till svenska av E. H. (troligen Emanuel Booth-Hellberg).

## Publicerad i
- Stridsropet nr 46, 13 november 1886 med titeln "Skynda fram till Jesus"
- Nya Stridssånger 1889 som nr 56 med titeln "Skynda fram till Jesus"
- Musik till Frälsningsarméns sångbok 1907 som nr 32
- Frälsningsarméns sångbok 1929 som nr 38 under rubriken "Frälsningssånger - Varning och väckelse"